# Ruskołęka-Parcele
Ruskołęka-Parcele – wieś sołecka w Polsce powstała wskutek reformy rolnej. Położona w województwie mazowieckim, w powiecie ostrowskim, w gminie Andrzejewo.
W latach 1975–1998 miejscowość administracyjnie należała do województwa łomżyńskiego.
Wierni Kościoła rzymskokatolickiego należą do parafii Wniebowzięcia Najświętszej Maryi Panny w Andrzejewie.